# 日本とカーボベルデの関係
日本とカーボベルデの関係（にほんとカーボベルデのかんけい、ポルトガル語: Relações entre Japão e Cabo Verde、英語: Japan-Cape Verde relations） では、日本とカーボベルデの関係について概説する。カーボベルデの国名に関しては表記揺れがあり、日本とカーボベルデ共和国の関係、日本とカーボヴェルデの関係、日本とカボベルデの関係、日本とカボヴェルデの関係とも。概ね友好的な関係を築いている。

## 両国の比較
|                   | カーボベルデ                            | 日本                            | 両国の差                        |
| ----------------- | --------------------------------------- | ------------------------------- | ------------------------------- |
| 人口              | 55万5988人（2020年）                    | 1億2583万人（2020年）           | 日本はカーボベルデの約226.3倍   |
| 国土面積          | 4,033 km2                               | 37万7972 km2                    | 日本はカーボベルデの約93.7倍    |
| 人口密度          | 138 人/km2（2020年）                    | 345 人/km2（2020年）            | 日本はカーボベルデの約2.5倍     |
| 首都              | プライア                                | 東京都                          |                                 |
| 最大都市          | プライア                                | 東京都区部                      |                                 |
| 政体              | 大統領制 共和制                         | （民主制）議院内閣制            |                                 |
| 公用語            | ポルトガル語 カーボベルデ・クレオール語 | 日本語（事実上）                |                                 |
| 通貨              | カーボベルデ・エスクード                | 日本円                          |                                 |
| 国教              | なし                                    | なし                            |                                 |
| 人間開発指数      | 0.654                                   | 0.919                           |                                 |
| 民主主義指数      | 7.78                                    | 7.99                            |                                 |
| GDP（名目）       | 17億370万米ドル（2020年）               | 4兆9754億1524万米ドル（2019年） | 日本はカーボベルデの約2,920.3倍 |
| 一人当たり名目GDP | 3,064.3米ドル（2020年）                 | 39,538.9米ドル（2020年）        | 日本はカーボベルデの約12.9倍    |
| GDP（購買力平価） | 35億4555万米ドル（2020年）              | 5兆5043億3091万米ドル（2019年） | 日本はカーボベルデの約1,552.5倍 |
| 一人当たり実質GDP | 6,377.0米ドル（2019年）                 | 43,593.5米ドル（2019年）        | 日本はカーボベルデの約6.8倍     |
| 経済成長率        | 5.7%（2019年）                          | 0.3%（2019年）                  |                                 |
| 軍事費            | 1127万9268米ドル（2020年）              | 491億4855万米ドル（2020年）     | 日本はカーボベルデの約4,357.4倍 |
| 地図              |                                         |                                 |                                 |

## 歴史
1975年7月、カーボベルデは平和的にポルトガルから独立を果たした。直後に日本はカーボベルデを国家承認し、国交を樹立。双方とも大使館実館は開設しておらず、日本側はダカールの在セネガル日本国大使館が兼轄している一方で、カーボベルデ側は北京の在中国カーボベルデ大使館が兼轄。

## 外交

### 二国間関係
日本は東アジア、カーボベルデは西アフリカに位置する国家であり、地理的に離れていることから未だ人的・経済的な交流は少ない。一方でカーボベルデはアフリカ諸国の中でも安定的な民主主義の構築に成功しており、資本主義や自由主義などの価値観を共有している。そのことから友好的な関係を築けている。

### 日本要人のカーボベルデ訪問
結び付きがまだ希薄であることから日本要人がカーボベルデを訪問した例は少ない。閣僚としては唯一、杉浦正健が法務大臣として2006年に訪問。

### カーボベルデ要人の訪日
2008年にはカーボベルデ大統領ペドロ・ピレスがアフリカ開発会議出席のために訪日。当時総理大臣であった福田康夫との首脳会談では日本の常任理事国入りを支持した。
2013年にはカーボベルデ首相ジョゼ・マリア・ヌヴェスが訪日。安倍晋三と首脳会談を実施し、日本側はカーボベルデが後発開発途上国を脱し安定した民主主義を構築しつつある実績を評価した。
2018年にはアフリカ開発会議閣僚会合出席のため、カーボベルデ外相ルイシュ・フィリプ・ロプシュ・タヴァルシュが訪日を実施。河野太郎と外相会談を実施して日本のカーボベルデに対する防災・食糧・経済面での支援について議論が交わされた。また両名は前2017年にモザンビーク・マプトにおいても外相会談を実施している。

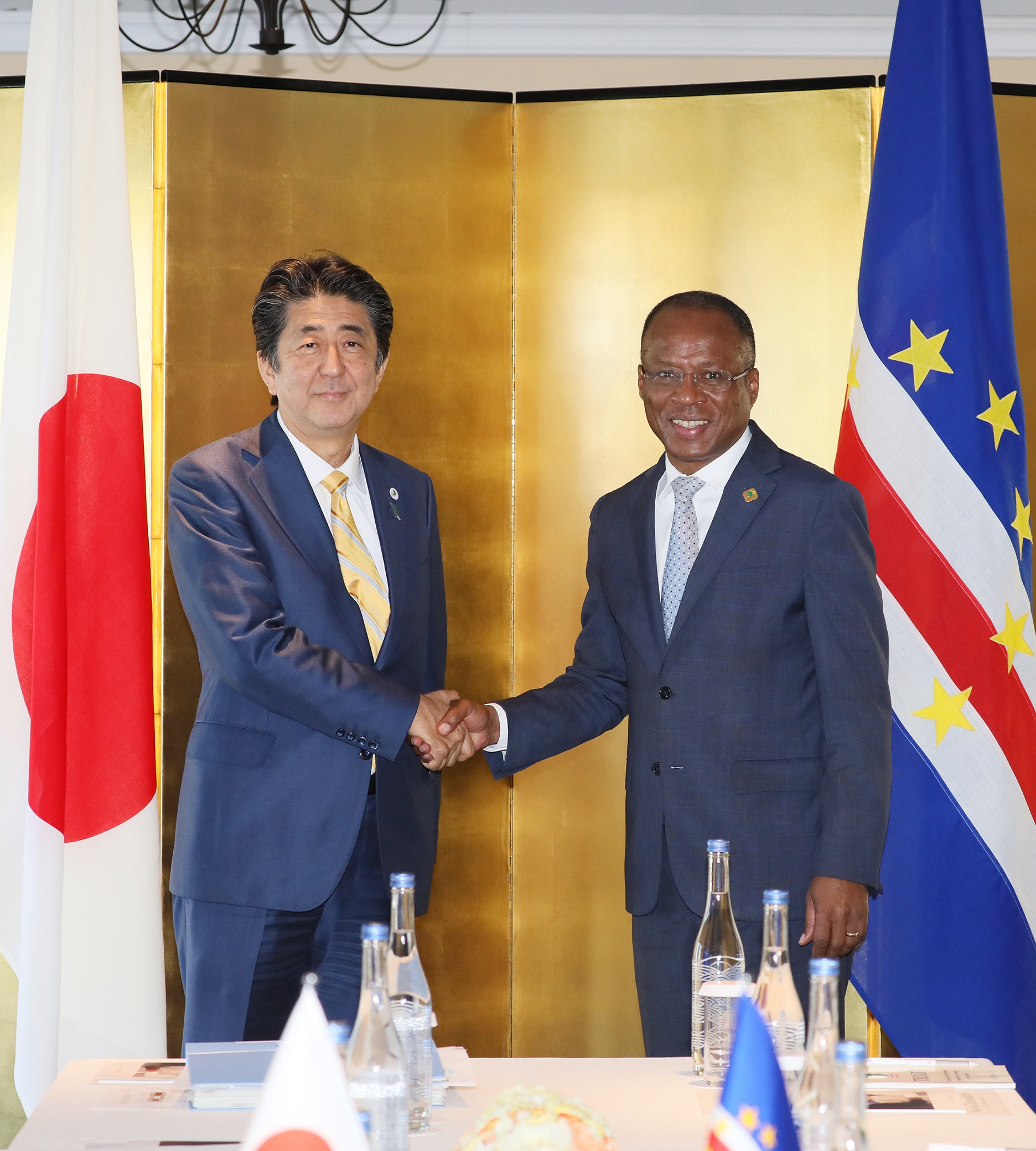
日・カーボベルデ首脳会談（2019年）

2019年8月にはカーボベルデ首相ユリス・コレイア・エ・シルバが訪日。安倍晋三との首脳会談では防災や経済の分野で協力を深めることが確認された。

## 経済交流
カーボベルデの対日貿易は、2019年の輸入額4億2,927万円となっており、主要な輸入品目は機械類などとなっている。一方で対日輸出は2018年時点で670万円程度となっており(主要品目は家具や魚油)、国家間の貿易としては低額でほぼ無視できる数字である。
カーボベルデにとって主要な援助国は旧宗主国であるポルトガル、およびアメリカ合衆国やフランス、ルクセンブルクなどであるが、それらに次いで日本はカーボベルデ支援を実施している。近年の主要なODAは以下の通り。
- 「送配電システム整備事業(2012年、61.86億円)」‐有償資金協力。カーボベルデでは観光産業の急成長などから電力需要の増加が見込まれているほか、海水の淡水化により飲料水の一部を確保していることからも安定的かつ十分な電力供給を必要としているため、送配電線の新設、増強および劣化更新により、電力供給の安定化および電力へのアクセス改善を図った[27]。
- 「サンティアゴ島上水道システム整備事業(2013年、152.92億円)」‐有償資金協力。火山群島からなる国家であるカーボベルデは慢性的な水不足に悩まされており、給水施設（海水淡水化施設、送水管など）の建設を支援[28]。

## 文化交流
2020年東京オリンピック・パラリンピックに際しては沖縄県中城村がカーボベルデ選手団のホストタウンに登録され、2019年にはカーボベルデ使節が訪問し村内の小学校・中学校と文化交流を実施。一方で大会期間中は新型コロナウィルスの影響により選手の訪問は叶わなかった。